# A Fehér Lótusz
A Fehér Lótusz (eredeti cím: The White Lotus) 2021-től vetített amerikai drámasorozat, amelyet Mike White alkotott, írt és rendezett. A főbb szerepekben Jennifer Coolidge és Jon Gries látható.
Amerikában 2021. július 11-én, Magyarországon 2021. július 12-én az HBO mutatta be.
2025 januárjában berendelték a negyedik évadot.

## Cselekmény
A hatrészes sorozat egy társadalmi szatíra egy csapat szállóvendégről, akik egyhetes vakációjukat töltik egy exkluzív hawaii üdülőhelyen, hogy kikapcsolódjanak és megfiatalodjanak – ám hamar kiderül, hogy nem minden ennyire szép és jó.
A második évad hét epizódból áll és Szicíliában játszódik.
A harmadik évad nyolc epizódból áll és Thaiföldön játszódik.

## Szereplők

### 1. évad

#### Főszereplők
| Színész            | Szereplő          | Magyar hang     | Leírás |
| ------------------ | ----------------- | --------------- | --- |
| Murray Bartlett    | Armond            | Görög László    | A Fehér Lótusz üdülőhely vezetője, aki öt éve józan, gyógyulófélben lévő drogfüggő.                                                                                          |
| Connie Britton     | Nicole Mossbacher | Spilák Klára    | Egy keresőmotorokkal foglalkozó vállalat pénzügyi igazgatója |
| Jennifer Coolidge  | Tanya McQuoid     | Orosz Anna      | Gazdag és önző örökösnő, akinek nemrég halt meg az édesanyja, és aki belső békét és felfedezést keres.                                                                       |
| Alexandra Daddario | Rachel Patton     | Csifó Dorina    | Frissen házasodott, küszködő újságíró, aki clickbait-műsorokat vállal. |
| Fred Hechinger     | Quinn Mossbacher  | Miller Dávid    | Nicole és Mark szociálisan esetlen, képernyőfüggő tinédzser fia. |
| Jake Lacy          | Shane Patton      | Czető Roland    | Rachel férje, aki egy követelőző, gazdag és arrogáns ingatlanügynök. |
| Brittany O'Grady   | Paula             | Csuha Bori      | Olivia kevésbé kiváltságos barátja a főiskoláról. |
| Natasha Rothwell   | Belinda Lindsey   | Mezei Kitty     | Az üdülőhely kedves és empatikus fürdővezetője, aki bonyolult kapcsolatot alakít ki Tanyával, érzelmi támogatást nyújtva, de egy üzleti ajánlatot is remélve az örökösnőnek. |
| Molly Shannon      | Kitty Patton      | Csere Ágnes     | Shane gazdag anyja, aki fizeti a nászútját. |
| Sydney Sweeney     | Olivia Mossbacher | Berkes Boglárka | Nicole és Mark szarkasztikus, éles eszű lánya, aki másodéves főiskolás. |
| Steve Zahn         | Mark Mossbacher   | Fekete Zoltán   | Nicole férje, aki egészségügyi válsággal küzd, és megpróbál túllépni egy korábbi hűtlenségi incidensen.                                                                      |

#### Mellékszereplők
| Színész              | Szereplő  | Magyar hang   | Leírás                                                                                     |
| -------------------- | --------- | ------------- | ------------------------------------------------------------------------------------------ |
| Lukas Gage           | Dillon    | Bergendi Áron | A Fehér Lótusz fiatal munkatársa                                                           |
| Kekoa Scott Kekumano | Kai       | Oroszi Tamás  | Hawaii őslakos munkatárs a Fehér Lótuszban, aki romantikus kapcsolatot alakít ki Paulával. |
| Jon Gries            | Greg Hunt | Jakab Csaba   | Fehér Lótusz vendég, aki romantikusan kötődik Tanyához.                                    |
| Alec Merlino         | Hutch     | Szabó Máté    | Pincér a Fehér Lótuszban                                                                   |
| Jolene Purdy         | Lani      | Kokas Piroska | A Fehér Lótusz gyakornoka, aki munkaszükséglete miatt álcázza késői terhességét.           |

### 2. évad

#### Főszereplők
| Színész              | Szereplő          | Magyar hang       | Leírás |
| -------------------- | ----------------- | ----------------- | --- |
| F. Murray Abraham    | Bert Di Grasso    | Beregi Péter      | Dominic idős, nőcsábász apja                                                                               |
| Jennifer Coolidge    | Tanya McQuoid     | Orosz Anna        | Gazdag és önző örökösnő, akinek nemrég halt meg az édesanyja, és aki belső békét és felfedezést keres.     |
| Adam DiMarco         | Albie Di Grasso   | Penke Bence       | Dominic kedves, szociálisan esetlen fia, aki nemrég végzett a Stanfordon.                                  |
| Meghann Fahy         | Daphne Sullivan   | Györfi Anna       | Cameron látszólag kedves, de manipulatív, otthon ülő felesége.                                             |
| Beatrice Grannò      | Mia               | Mentes Júlia      | Helyi feltörekvő énekesnő, aki ellenáll barátnője, Lucia próbálkozásainak, hogy bevezesse a prostitúcióba. |
| Jon Gries            | Greg Hunt         | Jakab Csaba       | Tanya ingatag férje                                                                                        |
| Tom Hollander        | Quentin           | Forgács Péter     | Szicíliában élő jómódú meleg brit expat.                                                                   |
| Sabrina Impacciatore | Valentina         | Peller Anna       | A szicíliai Fehér Lótusz szigorú vezetője.                                                                 |
| Michael Imperioli    | Dominic Di Grasso | Rajkai Zoltán     | Szexfüggő hollywoodi producer, aki apjával, Bert-tel és fiával, Albie-val utazik.                          |
| Theo James           | Cameron Sullivan  | Varga Gábor       | Pimasz és cselszövő befektetési menedzser, Daphne férje és Ethan főiskolai barátja.                        |
| Aubrey Plaza         | Harper Spiller    | Nemes Takách Kata | Szigorú munkajogász, Ethan felesége.                                                                       |
| Haley Lu Richardson  | Portia            | Gáspár Kata       | Tanya kormányozhatatlan fiatal asszisztense, akit magával visz a nyaralására.                              |
| Will Sharpe          | Ethan Spiller     | Csiby Gergely     | Újonnan meggazdagodott technológiai vállalkozó, Harper férje és Cameron főiskolai barátja.                 |
| Simona Tabasco       | Lucia Greco       | Mikecz Estilla    | Helyi strici és prostituált                                                                                |
| Leo Woodall          | Jack              | Szalay Csongor    | Karizmatikus fiatalember Essexből, akit Quentin úgy mutat be, mint "pimasz unokaöccsét".                   |

#### Mellékszereplők
| Színész                 | Szereplő      | Magyar hang      | Leírás                                                          |
| ----------------------- | ------------- | ---------------- | --------------------------------------------------------------- |
| Federico Ferrante       | Rocco         | Fehérváry Márton | A Fehér Lótusz házmestere, akit Valentina túlzottan megkedvelt. |
| Eleonora Romandini      | Isabella      | Rádai Boglárka   | A Fehér Lótusz concierge állandó mosollyal                      |
| Federico Scribani Rossi | Giuseppe      | Rosta Sándor     | Kéjsóvár középkorú énekes és zongorista a Fehér Lótuszban.      |
| Francesco Zecca         | Matteo        | Kapácsy Miklós   | Quentin barátja.                                                |
| Paolo Camilli           | Hugo          | Pál Tamás        | Quentin barátja.                                                |
| Bruno Gouery            | Didier        | Fehér Péter      | Quentin barátja.                                                |
| Nicola DiPinto          | Tommaso       | Szabó Endre      | Quentin jachtjának kapitánya                                    |
| Laura Dern              | Abby (hangja) | F. Nagy Erika    | Dominic elhidegült felesége                                     |

### 3. évad

#### Főszereplők
| Színész                | Szereplő           | Magyar hang     | Leírás |
| ---------------------- | ------------------ | --------------- | --- |
| Leslie Bibb            | Kate Bohr          | Zsigmond Tamara | Texasi country klubos feleség, egyike a három régi barátnőnek, akik újra összejönnek egy csajos kirándulásra.                                 |
| Carrie Coon            | Laurie Duffy       | Ruttkay Laura   | Nemrég elvált New York-i vállalati jogász, egyike a három régi barátnőnek, akik újra összejönnek egy csajos kirándulásra.                     |
| Scott Glenn            | Jim Hollinger      | Rosta Sándor    | Sritala amerikai férje, aki nemrég stroke-ot kapott.                                                                                          |
| Walton Goggins         | Rick Hatchett      | Kaszás Gergő    | Titokzatos férfi, aki fiatal barátnőjével, Chelsea-vel utazik.                                                                                |
| Jon Gries              | "Gary" / Greg Hunt | Koncz István    | Tanya McQuoid özvegye, Chloe partnere. |
| Sarah Catherine Hook   | Piper Ratliff      | Kántor Kitty    | Végzős egyetemista, aki vallást tanul, Timothy és Victoria középső gyermeke.                                                                  |
| Jason Isaacs           | Timothy Ratliff    | Epres Attila    | Veszélyben lévő pénzember az észak-karolinai Durhamből, aki feleségével, Victoriával és gyerekeivel, Saxonnal, Piperrel és Lochlannal nyaral. |
| Lalisa Manobal         | Mook               | Laudon Andrea   | Egészségmentor a Fehér Lótusz vendégei számára.                                                                                               |
| Michelle Monaghan      | Jaclyn Lemon       | Németh Borbála  | Sikeres hollywoodi televíziós színésznő, egyike a három régi barátnőnek, akik újra összejönnek egy csajos kirándulásra.                       |
| Sam Nivola             | Lochlan Ratliff    | Kretz Boldizsár | Félénk végzős gimnazista, Timothy és Victoria legfiatalabb gyermeke.                                                                          |
| Lek Patravadi          | Sritala Hollinger  | Kovács Nóra     | A Fehér Lótusz egyik tulajdonosa, aki a szellemi vezető a wellness program kapcsán.                                                           |
| Parker Posey           | Victoria Ratliff   | Solecki Janka   | Timothy felesége, Saxon, Piper és Lochlan édesanyja.                                                                                          |
| Sam Rockwell           | Frank              | Rajkai Zoltán   | Rick barátja és egykori munkatársa. |
| Natasha Rothwell       | Belinda Lindsey    | Mezei Kitty     | A hawaii Fehér Lótusz fürdővezetője, aki egy munkahelyi cserén vesz részt.                                                                    |
| Patrick Schwarzenegger | Saxon Ratliff      | Nikas Dániel    | Timothy és Victoria legidősebb gyermeke, aki az apja cégénél dolgozik.                                                                        |
| Tayme Thapthimthong    | Gaitok             | Hám Bertalan    | Biztonsági őr a Fehér Lótuszban |
| Aimee Lou Wood         | Chelsea            | Ténai Petra     | Egy életvidám, szabad szellemű manchesteri lány, aki Rickkel, a sokkal idősebb pasijával utazik.                                              |

#### Mellékszereplők
| Színész            | Szereplő              | Magyar hang     | Leírás                                                                          |
| ------------------ | --------------------- | --------------- | ------------------------------------------------------------------------------- |
| Nicholas Duvernay  | Zion Lindsey          | Gacsal Ádám     | Belinda főiskolás korú fia, aki meglátogatja őt, miután befejezte tanulmányait. |
| Arnas Fedaravicius | Valentin              | Kékesi Gábor    | Orosz egészségmentor Jaclyn, Laurie és Kate számára.                            |
| Christian Friedel  | Fabian                | Markovics Tamás | A thaiföldi Fehér Lótusz igazgatója                                             |
| Dom Hetrakul       | Pornchai              | Seder Gábor     | A Fehér Lótusz wellness-szakértője, akit Belinda mentorálásával bíztak meg.     |
| Charlotte Le Bon   | Chloe                 | Kelemen Kata    | Ex-modell francia-kanadai expat, aki Greg jelenlegi partnere.                   |
| Morgana O'Reilly   | Pam                   | Kokas Piroska   | Egészségmentor a Ratliff család számára.                                        |
| Shalini Peiris     | Amrita                | Kereki Anna     | Meditációs oktató és spirituális tanácsadó a Fehér Lótuszban.                   |
| Julian Kostov      | Aleksei               | Pásztor Tibor   | Valentin barátja                                                                |
| Yuri Kolokolnikov  | Vlad                  | Janicsek Péter  | Valentin barátja                                                                |
| Suthichai Yoon     | Luang Por Teera       |                 | Buddhista szerzetes                                                             |
| Yothin Udomsanti   | Pee Lek               |                 | A Fehér Lótusz biztonsági főnöke, Gaitok felettese                              |
| Ke Huy Quan        | Kenny Nguyen (hangja) |                 | Timothy egykori üzlettársa                                                      |
| Scott Galloway     | Chuck (hangja)        |                 | Timothy ügyvédje                                                                |

### Magyar változat
1-2. évad
- Bemondó: Bertalan Ágnes
- Magyar szöveg: Horváth Ádám Márton (1. évad), Vajda Evelin (2. évad)
- Hangmérnök és vágó: Hollósi Péter (1. évad), Fehéressy Péter (2. évad)
- Gyártásvezető: Bőhm Anita (1. évad), Vigvári Ágnes (2. évad)
- Szinkronrendező: Molnár Kristóf
- Produkciós vezető: Jávor Barbara

A szinkront az HBO megbízásából a Direct Dub Studios készítette
3. évad
- Bemondó: Bertalan Ágnes
- Magyar szöveg: Vajda Evelin
- Hangmérnök: Levacsics Péter
- Vágó: Kránitz Bence
- Gyártásvezető: Újréti Zsuzsa
- Szinkronrendező: Pupos Tímea
- Produkciós vezető: Németh Napsugár

A szinkront az HBO megbízásából az Iyuno Hungary készítette.

## Évados áttekintés
| Évad | Évad | Epizódok | Eredeti sugárzás  | Eredeti sugárzás    | Eredeti adó       | Magyar sugárzás    | Magyar sugárzás     | Magyar adó |
| Évad | Évad | Epizódok | Évadpremier       | Évadfinálé          | Eredeti adó       | Évadpremier        | Évadfinálé          | Magyar adó |
| ---- | ---- | -------- | ----------------- | ------------------- | ----------------- | ------------------ | ------------------- | ---------- |
|      | 1.   | 6        | 2021. július 11.  | 2021. augusztus 25. |                   | 2021. július 12.   | 2021. augusztus 26. |            |
|      | 2.   | 7        | 2022. október 30. | 2022. december 11.  | 2022. október 31. | 2022. december 12. |                     |            |
|      | 3.   | 8        | 2025. február 16. | 2025. április 6.    | 2025. február 17. | 2025. április 7.   |                     |            |

## Epizódok

### 1. évad (2021)
| Sor. | Év. | Cím                                   | Rendező    | Író        | Premier                                 | Nézettség   |
| ---- | --- | ------------------------------------- | ---------- | ---------- | --------------------------------------- | ----------- |
| 1.   | 1.  | Érkezés (Arrivals)                    | Mike White | Mike White | 2021. július 11. 2021. július 12.       | 0,42 millió |
| 2.   | 2.  | Egy új nap (New Day)                  | Mike White | Mike White | 2021. július 18. 2021. július 19.       | 0,46 millió |
| 3.   | 3.  | Rejtélyes majmok (Mysterious Monkeys) | Mike White | Mike White | 2021. július 25. 2021. július 26.       | 0,48 millió |
| 4.   | 4.  | Újraértelmezés (Recentering)          | Mike White | Mike White | 2021. augusztus 1. 2021. augusztus 2.   | 0,52 millió |
| 5.   | 5.  | A Lótuszevők (The Lotus-Eaters)       | Mike White | Mike White | 2021. augusztus 8. 2021. augusztus 9.   | 0,54 millió |
| 6.   | 6.  | Távozás (Departures)                  | Mike White | Mike White | 2021. augusztus 15. 2021. augusztus 16. | 0,85 millió |

### 2. évad (2022)
| Sor. | Év. | Cím                             | Rendező    | Író        | Premier                               | Nézettség   |
| ---- | --- | ------------------------------- | ---------- | ---------- | ------------------------------------- | ----------- |
| 7.   | 1.  | Ciao (Ciao)                     | Mike White | Mike White | 2022. október 30. 2022. október 31.   | 0,46 millió |
| 8.   | 2.  | Az olasz álom (Italian Dream)   | Mike White | Mike White | 2022. november 6. 2022. november 7.   | 0,42 millió |
| 9.   | 3.  | Elefántbikák (Bull Elephants)   | Mike White | Mike White | 2022. november 13. 2022. november 14. | 0,47 millió |
| 10.  | 4.  | A homokozóban (In the Sandbox)  | Mike White | Mike White | 2022. november 20. 2022. november 21. | 0,42 millió |
| 11.  | 5.  | Ilyen a szerelem (That's Amore) | Mike White | Mike White | 2022. november 27. 2022. november 28. | 0,64 millió |
| 12.  | 6.  | Emberrablások (Abductions)      | Mike White | Mike White | 2022. december 4. 2022. december 5.   | 0,68 millió |
| 13.  | 7.  | Arrivederci (Arrivederci)       | Mike White | Mike White | 2022. december 11. 2022. december 12. | 0,85 millió |

### 3. évad (2025)
| Sor. | Év. | Cím                                                   | Rendező    | Író        | Premier                             | Nézettség   |
| ---- | --- | ----------------------------------------------------- | ---------- | ---------- | ----------------------------------- | ----------- |
| 14.  | 1.  | Régi szellemek, új formában (Same Spirits, New Forms) | Mike White | Mike White | 2025. február 16. 2025. február 17. | 0,42 millió |
| 15.  | 2.  | Különleges kezelések (Special Treatments)             | Mike White | Mike White | 2025. február 23. 2025. február 24. | 0,69 millió |
| 16.  | 3.  | Az álmok jelentése (The Meaning of Dreams)            | Mike White | Mike White | 2025. március 2. 2025. március 3.   | 0,51 millió |
| 17.  | 4.  | Van aki rejteget, van aki keres (Hide or Seek)        | Mike White | Mike White | 2025. március 9. 2025. március 10.  | 0,68 millió |
| 18.  | 5.  | A telihold parti (Full-Moon Party)                    | Mike White | Mike White | 2025. március 16. 2025. március 17. | 0,83 millió |
| 19.  | 6.  | Tagadások (Denials)                                   | Mike White | Mike White | 2025. március 23. 2025. március 24. | 0,74 millió |
| 20.  | 7.  | Gyilkos ösztönök (Killer Instincts)                   | Mike White | Mike White | 2025. március 30. 2025. március 31. | 0,96 millió |
| 21.  | 8.  | Amor Fati (Amor Fati)                                 | Mike White | Mike White | 2025. április 6. 2025. április 7.   | 1,37 millió |

## Fordítás
Ez a szócikk részben vagy egészben a The White Lotus című angol Wikipédia-szócikk fordításán alapul. Az eredeti cikk szerkesztőit annak laptörténete sorolja fel. Ez a jelzés csupán a megfogalmazás eredetét jelzi, nem szolgál a cikkben szereplő információk forrásmegjelöléseként.